# Miloš Václav Kratochvíl
Miloš Václav Kratochvíl (6. ledna 1904 Vídeň – 9. července 1988 Praha) byl český spisovatel-prozaik, autor historické beletrie, filmový scenárista, dramaturg a pedagog. Studoval historii a archivnictví na Karlově Univerzitě. Za války pracoval v archivu. Po ní byl dramaturgem Československého státního filmu a profesorem na FAMU. Jeho syn Jan Kratochvíl byl herec, dramaturg, režisér a divadelní organizátor.

## Životopis
Narodil se ve Vídni, kde jeho otec Václav Kratochvíl působil jako dvorní archivář. Bydlel tu do svých 14 let, pak se stal studentem malostranského gymnázia v Praze. Po jeho absolvování vystudoval na pražské filozofické fakultě obory historie a archivnictví. V roce 1928 získal doktorát a nastoupil zaměstnání v Archivu hlavního města Prahy. Když archiv Němci roku 1944 uzavřeli, pracoval krátce u firmy Nationalfilm. V letech 1945 až 1947 pracoval na Ministerstvu informací, pak se živil ve filmovém průmyslu. Byl tři roky filmovým dramaturgem a v letech 1950 až 1972 profesorem na Akademii múzických umění. V důchodu se věnoval nejen literární činnosti, v roce 1977 jej Rudé právo zařadilo mezi první signatáře Anticharty.

## Ocenění
V roce 1970 získal titul zasloužilého umělce a čtyři roky poté byl prohlášen národním umělcem.

## Prozaické dílo
Ve 30. letech měl blízko k sociální tematice, v jeho díle se objevovaly motivy venkova, půdy. Svou prózu ozvláštňuje vnitřními monology postav, záznamy proudu představ, dokumenty v podobě dopisů a dobových kázání.
Na druhou stranu jsou jeho díla poznamenána typizací postav a socialistickým realismem. V jeho dílech jsou zobrazovány nejnižší vrstvy a vyzdvihována jejich uvědomělost.

## Dílo podle období

### Doba posledních Přemyslovců a Lucemburků
- Král obléká halenu (1945) – historický román o Václavu IV.
- Lásky královské (1973)

### Husitství
- Pochodeň (1950)
- Mistr Jan (1951)
- Jan Žižka (1952)
- Jan Želivský (1953)
- Husitská kronika (1956)

### Třicetiletá válka
- Podivuhodné příběhy a dobrodružství Jana Kornela (1954) – zajímavý příběh českého chasníka, kterého cesty války zavedou od bitvy u Jankova v roce 1645 až k pirátům Latinské Ameriky a po dvaceti letech cestování domů.
- Dobrá kočka, která nemlsá (1970) – román o grafikovi Václavovi Hollarovi
- Život Jana Ámose (1975) – životopis slavného českého filosofa a všestranného člověka; vykresluje jej jako postavu citlivou, která nemá domov a kterou vychovala církev, z čehož také pochází kořeny jeho morálních zásad a vlastenectví. Jan Amos Komenský byl však donucen opustit vlast, i tak se jí ale stále snaží pomoci, začíná ale znovu a znovu po různých tragédiích a obtížích.
- Matyášův meč (1971) – román o předákovi české stavovské rebelie z roku 1618, hraběti Jindřichovi Matyášovi Thurnovi.

### Doba rudolfínská
- Osamělý rváč (1941; přepracováno 1955) – román o maršálu Heřman Kryštof Russwormovi
- Čas hvězd a mandragor (1972)

### 19. století – První světová válka
- Veronika (1956) – z okolí Boženy Němcové
- Evropa tančila valčík (1974) – období před 1. světovou válkou
- Evropa v zákopech (1977)

### Ostatní
- Slováci a Praha (1931)
- O vývoji městské správy pražské od roku 1848 (1936)
- Památné bitvy našich dějin (1937, přepracováno 1958)
- Bludná pouť (1938), povídky
- Rokokový ostrov (1942), detektivní román (pod pseudonymem Petr Sabart), přepracováno roku 1947 pod titulem Rokoková smrt
- Povídky lásky a smrti (1943)
- Tisíciletou stopou československého lidu (1947)
- Báje a pověsti z Čech (1959)
- Českou minulostí (1961)
- Komediant (1962), tři novely
- Objevitelé a dobyvatelé (1964)
- Napoleon z černého ostrova (1966)
- Rytíři černé vlajky (1969) – o pirátech, korzárech, bukanýrech, flibustýrech, námořních lupičích
- Národ sobě (1983)
- Panoptikum zašlých časů aneb Úsměvná svědectví historie (1986)

## Filmové scénáře
- Revoluční rok 1848 (1949), režie Václav Krška
- Jan Hus (1954), režie Otakar Vávra
- Jan Žižka (1957), režie Otakar Vávra
- Proti všem (1958), režie Otakar Vávra
- Kam čert nemůže (1959), režie Zdeněk Podskalský
- Ďáblova past (1962), režie František Vláčil
- Putování Jana Ámose (1983), režie Otakar Vávra
- Komediant (1984), režie Otakar Vávra
- Veronika (1985), režie Otakar Vávra
- Evropa tančila valčík (1989), režie Otakar Vávra